# Oblast Sofie
Oblast Sofie (bulharsky Област София, také София (столица) - Sofija stolica, nebo София-град - Sofija grad) je jedna ze správních oblastí Bulharska. Tato oblast je totožná se svojí jedinou obštinou a zahrnuje hlavní město Sofie.

## Administrativní dělení

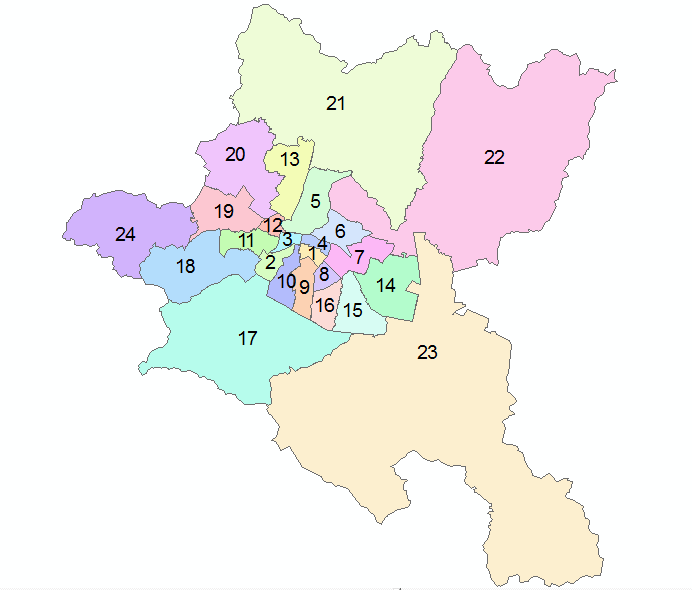
Oblast Sofie (čísla rajónů viz seznam vpravo)

Oblast představuje jedinou obštinu (столична община - stolična obština) a z hlediska státní správy se podle zákona o územním děleni obštiny hlavního města a velkých měst dělí na 24 rajónů. Přitom město Sofie leží pouze na 15 % rozlohy oblasti a administrativně spadá do 21 rajónu, pět z nichž zahrnuje kromě sofijských čtvrtí (kvartálů) také vsi mimo vlastní město (podrobnosti v poznámkách níže).
| Rajón 1 Sredec (Средец) 2 Krasno Selo (Красно село) 3 Văzraždane (Възраждане) 4 Oborište (Оборище) 5 Serdika (Сердика) 6 Podujane (Подуяне) 7 Slatina (Слатина) 8 Izgrev (Изгрев) 9 Lozenec (Лозенец) 10 Triadica (Триадица) 11 Krasna Poljana (Красна поляна) 12 Ilinden (Илинден) 13 Nadežda (Надежда) 14 Iskăr (Искър) 15 Mladost (Младост) 16 Studentski (Студентски) 17 Vitoša (Витоша) 18 Ovča Kupel (Овча купел) 19 Ljulin (Люлин) 20 Vrăbnica (Връбница) 21 Novi Iskăr (Нови Искър) 22 Kremikovci (Кремиковци) 23 Pančarevo (Панчарево) 24 Bankja (Банкя) | Sídlo - ´ - Novi Iskăr - Pančarevo Bankja |

## Sídla
V oblasti se nachází 4 města a 34 vesnic, přičemž všechna sídla mají vlastní samosprávu s výjimkou sídel rajónů Bankja, Novi Iskăr, Pančarevo a Sofie, kde je sloučena se správou příslušného rajónu, resp. obštiny.
| - Balša - Bankja - Bistrica - Buchovo - Busmanci - Čepinci - Dobroslavci - Dolni Bogrov - Dolni Pasarel - German - Gorni Bogrov - Ivaňane - Jana | - Kazičene - Kătina - Klisura - Kokaljane - Krivina - Kubratovo - Lozen - Lokorsko - Malo Bučino - Mărčaevo - Mirovjane - Mramor - Negovan | - Novi Iskăr - Pančarevo - Plana - Podgumer - Sofie - Svetovračene - Vladaja - Vojnegovci - Volujak - Železnica - Željava - Žiten |

## Sousední obštiny
| Růžice kompasu | Kostinbrod | Svoge        | Botevgrad  | Růžice kompasu |
| Růžice kompasu | Božurište  | Sever        | Elin Pelin | Růžice kompasu |
| Růžice kompasu | Božurište  | Oblast Sofie | Elin Pelin | Růžice kompasu |
| Růžice kompasu | Božurište  | Jih          | Elin Pelin | Růžice kompasu |
| Růžice kompasu | Pernik     | Samokov      | Ichtiman   | Růžice kompasu |

## Obyvatelstvo
V oblasti žije 1 437 857obyvatel. Podle sčítáni 1. února 2011 bylo národnostní složení následující:
- Bulhaři: 1 136 433 (96.4 %)
- Romové: 18 284 (1.6 %)
- Turci: 6 526 (0.6 %)
- ostatní: 17 088 (1.5 %)